# Ulakanthura namoo
Ulakanthura namoo är en kräftdjursart som beskrevs av Gary C.B. Poore 1978. Ulakanthura namoo ingår i släktet Ulakanthura och familjen Leptanthuridae. Inga underarter finns listade i Catalogue of Life.